# Leipziger Allerlei

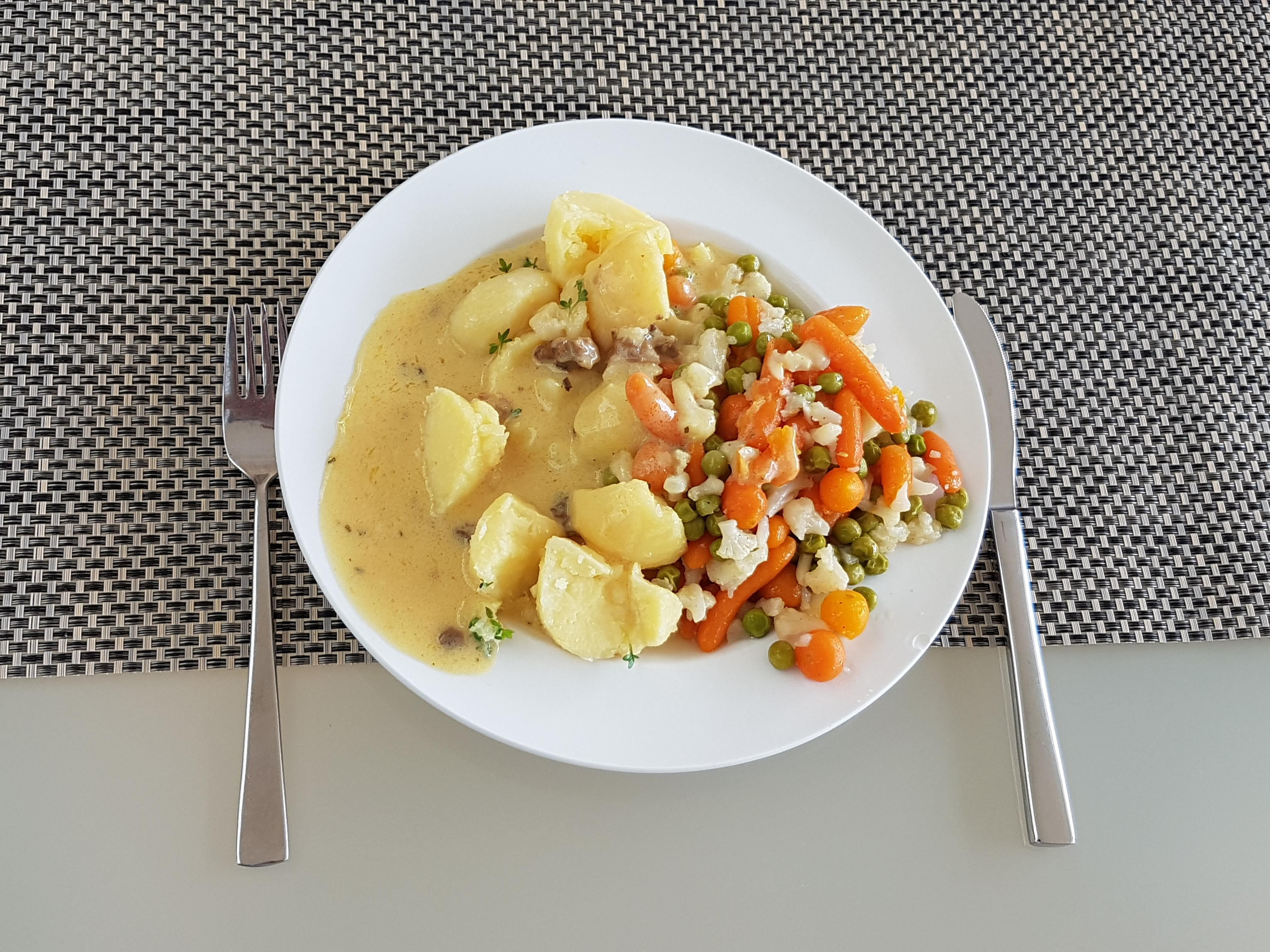
Leipziger Allerlei con salsa holandesa y patatas.

El Leipziger Allerlei es un plato procedente de la cocina sajona (Alemania) preparardo de forma similar al minestrone de verduras. La palabra Allerlei significa en alemán diverso, mezclado, indicando de esta forma el carácter variado de los ingredientes vegetales que se vierten en él. Se sirve caliente. Es tan popular en la comarca que se puede encontrar envasado en los supermercados.

## Características
Las verduras más habituales son: guisantes, zanahoria, espárragos, una seta abundante en la comarca de Leipzig denominada morchela. Se añaden judías, repollo y Colirrábano. El Leipziger Allerlei elaborado de forma tradicional lleva cangrejo de río y mantequilla de cangrejo acompañado de Semmelklößchen, aunque hay recetas que pueden llevar cigala .

## Historia
Cuenta la tradición que el plato se inventó en la ciudad de Leipzig durante las Guerras Napoleónicas ((1803-1815), en el que se elaboraba este plato con verduras y poder engañar así a los recaudadores de impuestos que se acercaban a solicitar los impuestos, indicándoles el origen humilde de las gentes.